# Південний Ізпиред'ювож
Південний Ізпиред'ю́ (рос. Южный Изпыредъю) — річка в Республіці Комі, Росія, ліва притока річки Ісперед'ю, правої притоки річки Ілич, правої притоки річки Печора. Протікає територією Троїцько-Печорського району.
Річка протікає на північ та північний захід.